# Wes Clark (baloncestista)
Wes Clark (Detroit, Míchigan, 12 de diciembre de 1994) es un jugador de baloncesto estadounidense que juega en el Niners Chemnitz de la Basketball Bundesliga. Con 1,91 metros de altura, juega en la posición de base.

## Trayectoria deportiva
Formado a caballo en las universidades de Missouri Tigers (2013-16) y Buffalo Bulls (2017-18). Tras no ser elegido en el draft de la NBA de 2018, en agosto firmó por el New Basket Brindisi para disputar la LEGA 2018-19.
Disputa la temporada 2019-20 en las filas del Pallacanestro Cantù en el que promedia la cifra de 14,6 puntos por partido en la Lega Basket Serie A.
En la temporada 2020-21, firmaría por el Strasbourg IG de la Ligue Nationale de Basket-ball, la primera categoría del baloncesto francés.
En noviembre de 2020, firma por el BV Chemnitz 99 de la Basketball Bundesliga.
El 11 de enero de 2021, firma por el Reyer Venezia Mestre de la Lega Basket Serie A italiana.
El 2 de agosto de 2021, fichó por dos temporadas con New Basket Brindisi de la Lega Basket Serie A, la máxima categoría del baloncesto italiano.
El 26 de octubre de 2022, regresa al Niners Chemnitz de la Basketball Bundesliga.